# Felix Milgrom
Felix Milgrom (Rohatyn, Polônia, 12 de outubro de 1919 – Buffalo, 2 de setembro de 2007) foi um imunologista e microbiologista estadunidense.
Milgrom obteve um doutorado em medicina em 1947 na Universidade Médica de Wroclaw, onde lecionou em seguida até 1954 (habilitação em 1951). De 1954 a 1957 foi Professor e diretor de microbiologia da Universidade de Medicina da Silésia em Zabrze. A partir de 1958 esteve na Universidade de Buffalo, onde foi diretor do Departamento de Microbiologia de 1967 a 1985, sucessor de Ernst Witebsky, com que lá fundou o Center for Immunology (atual Witebsky Center for Microbial Pathogenesis and Immunology). A partir de 1981 é Distinguished Professor na Faculdade de Microbiologia e Imunologia.
Recebeu em 1987 o Prêmio Paul Ehrlich e Ludwig Darmstaedter.